# Towards Atlantis Lights
Towards Atlantis Lights ist eine 2017 gegründete Funeral-Doom-Band.

## Geschichte
Towards Atlantis Lights wurde ursprünglich als Soloprojekt von Ivan Zara von Void of Silence gegründet. Zara lud noch vor den ersten Aufnahmen den Schlagzeuger Ivano Olivieri sowie den Sänger und Keyboarder von Pantheist und Wijlen Wij Kostas Panagiotou und den Bassisten von Arrant Saudade und Aphonic Threnody Riccardo Veronese in die Gruppe. Zara schrieb, trotz der Gestaltung als Band, die Musik ohne die anderen Musiker. Panagiotou verfasste hingegen die gesamten Texte. Bereits ein Jahr nach der offiziellen Gründung erschien das Debütalbum Dust of Aeons über das indische Label Transcending Obscurity Records.
Das Album erhielt mit Erscheinen gemischte Kritiken. Während das Album einerseits als „ein Meisterwerk“ besprochen wurde, urteilten andere, dass es nicht zu gefallen wüsste, obwohl es aufgrund der beteiligten Personen gefallen sollte. Die für das Webzine Angrymetalguy formulierte Kritik wurde insbesondere an einer als „leblos“ titulierten Abmischung festgemacht. Mike Liassides verwies in einer für Doom-Metal.com verfassten Rezension darauf, dass die Zielgruppe des Albums schwer zu erfassen sei. Der von Sophia Kostudis für Metal.de verfassten Rezension nach verlange Dust of Aeons „dringend nach dem entsprechenden Mindset, um nicht als zu stagnierend empfunden zu werden.“ Weitere Rezensionen lobten das Album hingegen ohne größere Einschränkungen.
Mit dem 2021 über Melancholic Realm Productions veröffentlichten Nachfolger When the Ashes Devoured the Sun wurden die Kritiken durchgehend wohlwollend. Die Veröffentlichung hatte sich indes durch die COVID-19-Pandemie und ihre Auswirkungen verzögert, obwohl das Album bereits 2020 abgeschlossen eingespielt war. In Rezension wurde es eine deutliche Verbesserung genannt und als eines der besten im Genre des Jahres gelobt. Mitunter wurde der Qualität des Albums Seltenheitswert attestiert.

## Stil
Das Webzine Doom-Metal.com beschreibt die Musik von Towards Atlantis Lights als Atmospheric Doom, beziehungsweise einen leicht zugänglichen melodischen und atmosphärischen Funeral- und Death-Doom. Towards Atlantis Lights besäße zwar erkennbar Facetten der Ursprungsgruppen der beteiligten Musiker, sei jedoch zugleich äußerst eigenständig. Mike Liassides schrieb der Gruppe insbesondere Ähnlichkeit zu Zaras Gruppe Void of Silences zu. So seien Themenwahl, Komposition und das unruhige Gitarrenspiel, das von „klaren und explorativen Melodien bis zu brutalen Riffs reiche“. Ähnlich beurteilte Sophia Kostudis die Komposition als eine „für Doom-Verhältnisse beachtliche Wechselhaftigkeit [aus] schweren Gitarrenmelodien[,] reduzierten Piano-Begleitung [und] beinahe okkult anmutendem Gesang. Roter Faden ist dabei immer die Leadgitarre, die am emotionalen Zentrum rüttelt.“ Der Gesang wird klar und als gutturales Growling präsentiert. Die weitere Instrumentierung trage, so Liassides kontinuierlich zu einem umfassenden Bild bei. Abgesehen von einer durch das Gitarrenspiel geführten Komposition stünde kein Instrument im Vordergrund und die Musik präsentiere sich eher als sphärisches und atmosphärisches Gesamtgebilde. Der Redakteur des Webzines Metal Injection Cody Davis besprach das Album in seiner Reihe Funeral Friday und hob die Leistung der Bandmitglieder als Verbindung zwischen Funeral Doom und Gothic Metal lobend hervor:

„They wonderfully combine the romantic death-doom of the early Peaceville era with the glacial pace of funeral doom.“

„Auf wundervolle Art und Weise kombinieren sie den romantischen Death Doom der frühen Peaceville-Ära mit dem eiszeitlichen Tempo des Funeral Dooms.“

## Diskografie
- 2018: Dust of Aeons (Album, Transcending Obscurity Records)
- 2021: When the Ashes Devoured the Sun (Album, Melancholic Realm Productions)